# Badge engineering

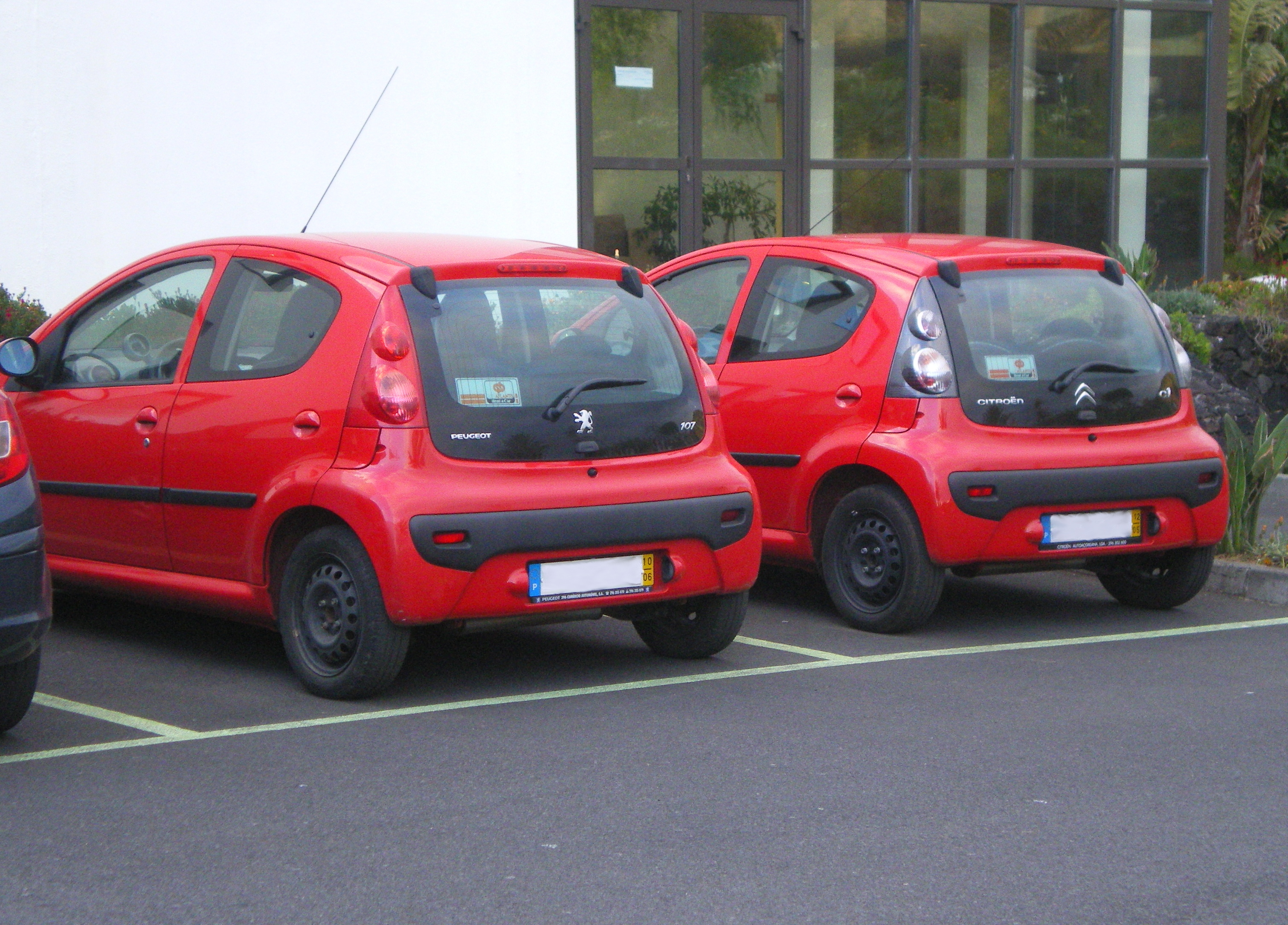
Un ejemplo de ingeniería de emblemas: un Peugeot 107 y un Citroën C1, de aspecto muy similar, y cuyos componentes son prácticamente los mismos

Badge engineering (traducción literal: ingeniería de emblemas o ingeniería de marcas; en ocasiones traducido también como «producto bajo licencia») es un término inglés que designa la comercialización de un mismo producto bajo marcas diferentes. Es una estrategia de mercado aplicada en el campo de la industria alimentaria, electrónica y, especialmente, automovilística. Su principal objetivo es ahorrar en los costos de diseño y desarrollo de los productos.

## Casos habituales
La situación más frecuente en la que se da un badge engineering, o más conocido como "copia bajo licencia" es cuando un producto ha sido creado por una joint venture, es decir, por la unión temporal de dos o más empresas. El producto es comercializado por cada una de las empresas del conjunto bajo su marca. Otro caso muy común es el de los productos diseñados por un holding empresarial, que al igual que ocurre en una joint venture comercializa el producto bajo todas las marcas que forman parte del mismo. El ejemplo más claro de esta situación la encontramos en el Groupe PSA que, especialmente durante los años 1980, cuando controlaba Peugeot, Citroën y Talbot lanzó al mercado un mismo modelo bajo distintas denominaciones.
En el caso del mercado automovilístico, las diferencias entre un modelo y otro son ínfimas y se reducen a cuestiones estéticas y técnicas. Sin embargo, no debe confundirse la aplicación del badge engineering en el campo del automóvil con el uso por parte de algunas compañías de una única plataforma para más de un modelo, que en la mayoría de los casos da lugar a vehículos de segmentos y categorías muy diferentes. Tomando como ejemplo nuevamente al francés PSA, el Peugeot 205 y el Peugeot 309 comparten las mismas puertas y tienen en común muchos de sus componentes.
También hay casos cuando se realiza el mismo modelo pero en épocas diferentes por distintas marcas, como por ejemplo el SEAT Toledo de 1991-1998, del que la marca china Chery compró su licencia para empezar a fabricarlo a partir de 1999 bajo su marca como Chery A11 o el caso del Audi A4 de 2001-2007 que a partir de 2009 se fabricaría como SEAT Exeo con las modificaciones correspondientes para adecuarlo a la marca cambiando ópticas, retrovisores y poco más.

## Historia
Uno de los primeros casos de ingeniería de marcas conocido se produjo en 1917, cuando los automóviles de la marca Texan, ensamblados en Fort Worth (Texas), utilizaron carrocerías suministradas por la marca Elcar, que a su vez fabricaba en Elkhart (Indiana) un modelo con su propia carrocería.
|                             |
| Nash de 1925 y Ajax de 1926 |

Probablemente, el primer ejemplo de la industria de un automóvil que se convierte en otro se dio en 1926, cuando los modelos de Nash Motors de tamaño más pequeño, que acababan de ser presentados bajo la marca Ajax, se retiraron del mercado en 1926, para reaparecer casi de inmediato bajo la marca Nash. Durante su primer año, se habían vendido más de 22.000 automóviles con la marca Ajax. Sin embargo, el presidente y director ejecutivo de la compañía, Charles W. Nash, ordenó que los modelos Ajax se comercializaran como Nash Light Six, argumentando que Nash era una marca mucho más conocida y respetada. La producción se detuvo durante dos días para que los emblemas, tapacubos y carcasas del radiador de Nash pudieran intercambiarse en todos los automóviles Ajax pendientes de distribuir. Así mismo, también se repartieron sin coste a los propietarios de Ajax kits de conversión para transformar sus automóviles, revalorizando la inversión que habían hecho al comprar un automóvil fabricado por Nash.
Desde los inicios de General Motors en 1923, el hecho de compartir chasis y plataformas entre los distintos modelos de sus marcas se convirtió en algo habitual. GMC, que históricamente había sido un fabricante de camiones, comenzó a ofrecer sus productos bajo la marca Chevrolet. Los vehículos producidos por GM se construyeron sobre plataformas comunes, compartidas por Chevrolet, Buick, Oldsmobile y Cadillac, variando la apariencia exterior y el lujo interior con graduales mejoras entre estas marcas de vehículos. Hacia 1958, GM estaba promocionando su quincuagésimo año de producción, e introdujo modelos de aniversario para cada marca; Cadillac, Buick, Oldsmobile, Pontiac y Chevrolet. Los modelos de 1958 compartían una apariencia común en los modelos superiores de cada marca; Cadillac Eldorado Sevilla, Buick Roadmaster Riviera, Oldsmobile Starfire 98, Pontiac Bonneville Catalina y Chevrolet Bel-Air Impala.
|  |  |  |

|  |  |

Un ejemplo posterior fue Wolseley Motors, después de que la compañía fuera comprada por William Morris. Después de la Primera Guerra Mundial, "Wolseley comenzó a perder su identidad y finalmente sucumbió a la ingeniería de marcas". Esto se repitió con la consolidación de Austin Motor Company y la Nuffield Organisation (empresa matriz de Morris Motors) para formar British Motor Corporation (BMC). La racionalización de la producción para mejorar la eficiencia "no se extendió al marketing" y cada "modelo se adaptó, con variaciones en emblemas y accesorios, para atraer la fidelidad de los clientes para quienes el emblema que identifica la compañía de origen era un importante argumento de venta ... el 'Badge Engineering', como se conoció, era sintomático de una política de competencia de ventas entre las organizaciones constituyentes". El ejemplo definitivo de la ingeniería de  emblemas de BMC fue el Austin Morris 1100/1300 (BMC ADO16) de 1962, que estaba disponible con las insignias de Morris, MG, Austin, Wolseley, Riley y el modelo Vanden Plas de lujo. Un año antes, el Mini también estaba disponible como Austin, Morris, Riley y Wolseley, los dos últimos con maleteros un poco más grandes.
|  |  |  |

|  |  |  |

Con la concentración cada vez mayor de marcas nacionales en grandes grupos multinacionales, cada vez es más frecuente que un mismo fabricante lance el mismo coche bajo distintas marcas (bien simultáneamente, o pasado un cierto tiempo). Ejemplos conocidos son el Grupo Volkswagen (con las marcas Audi, Volkswagen, Seat y Skoda) o el Grupo PSA (con las marcas Peugeot y Citroën).

## Ejemplos

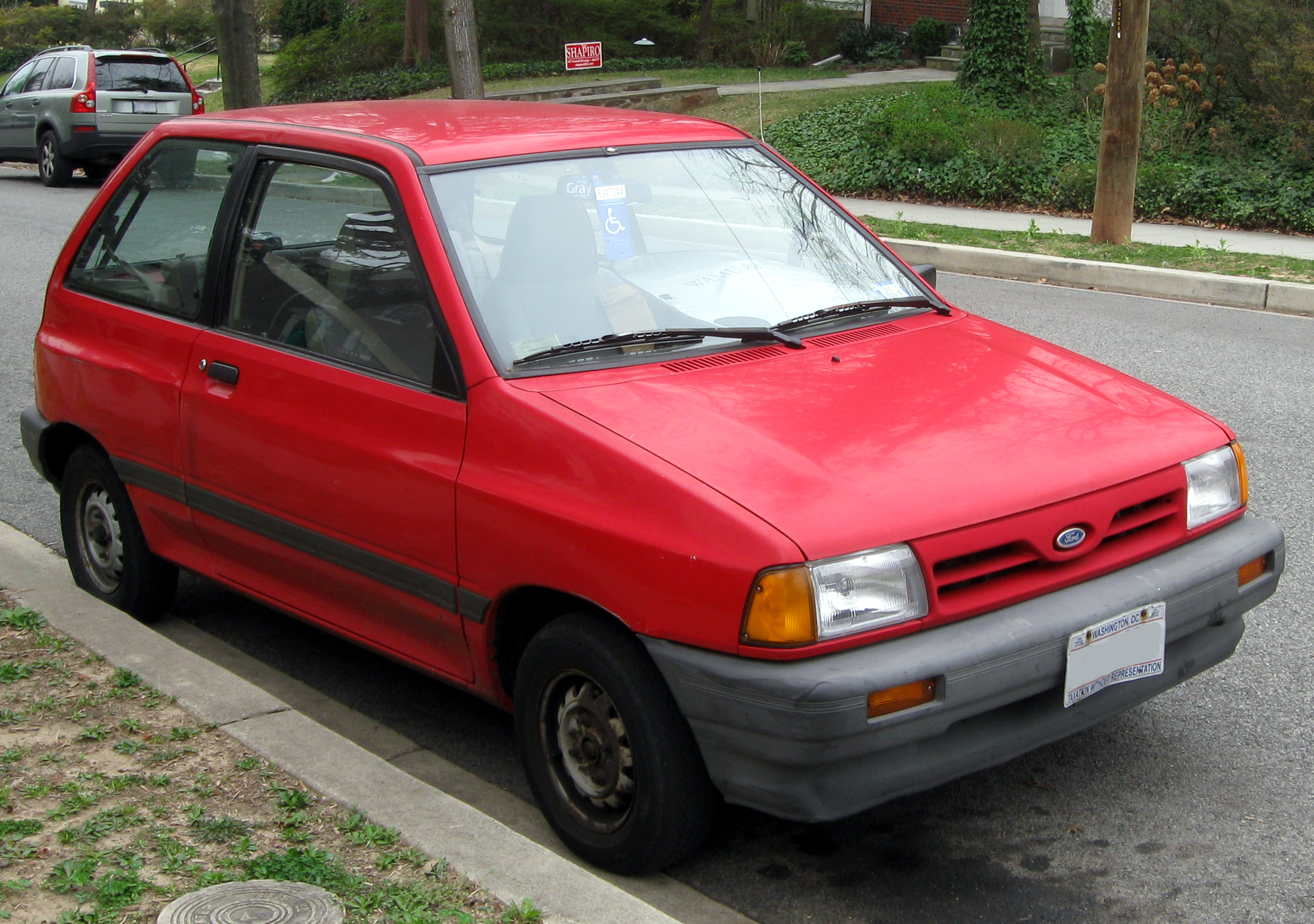
Ford Festiva
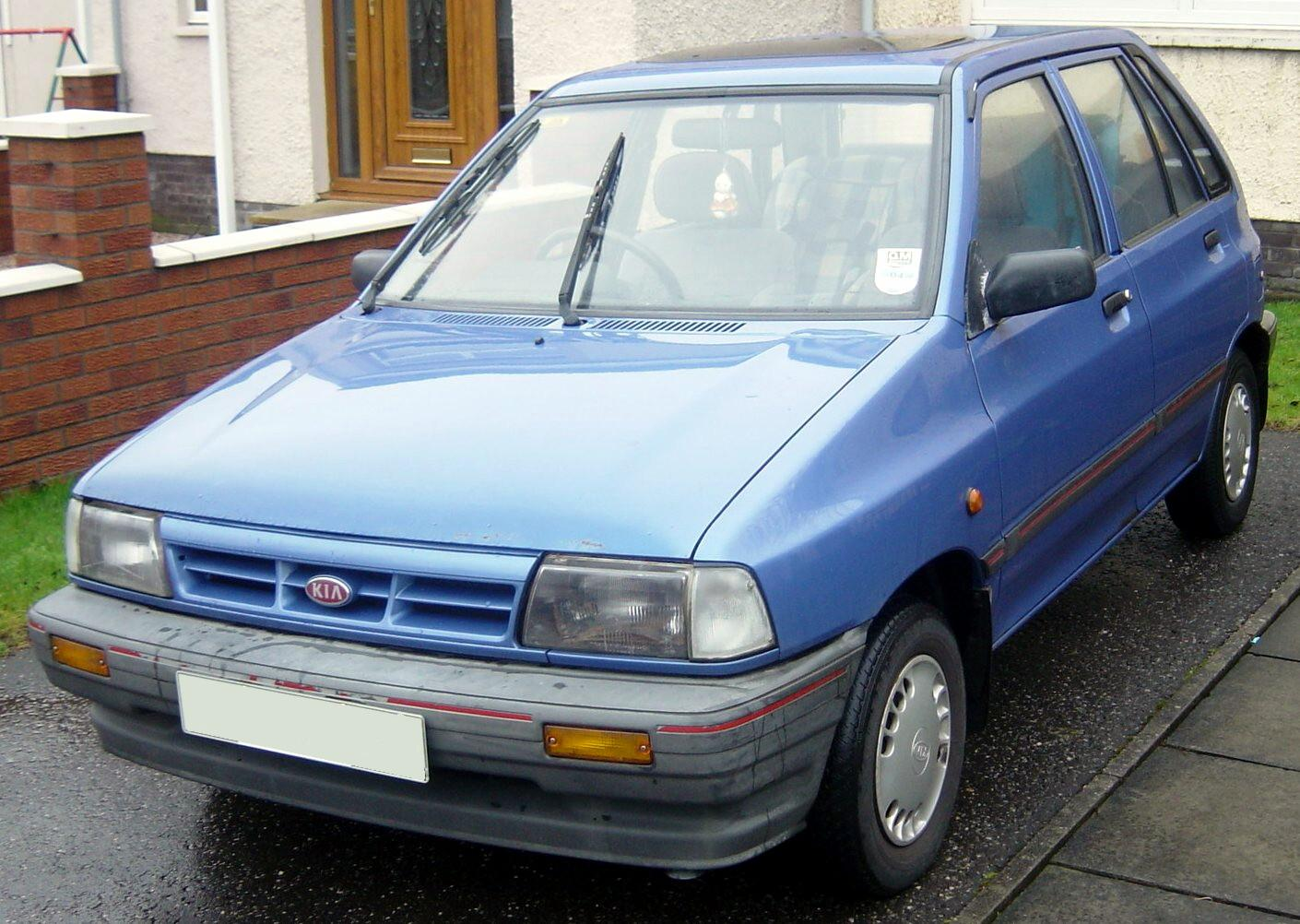
Kia Pride
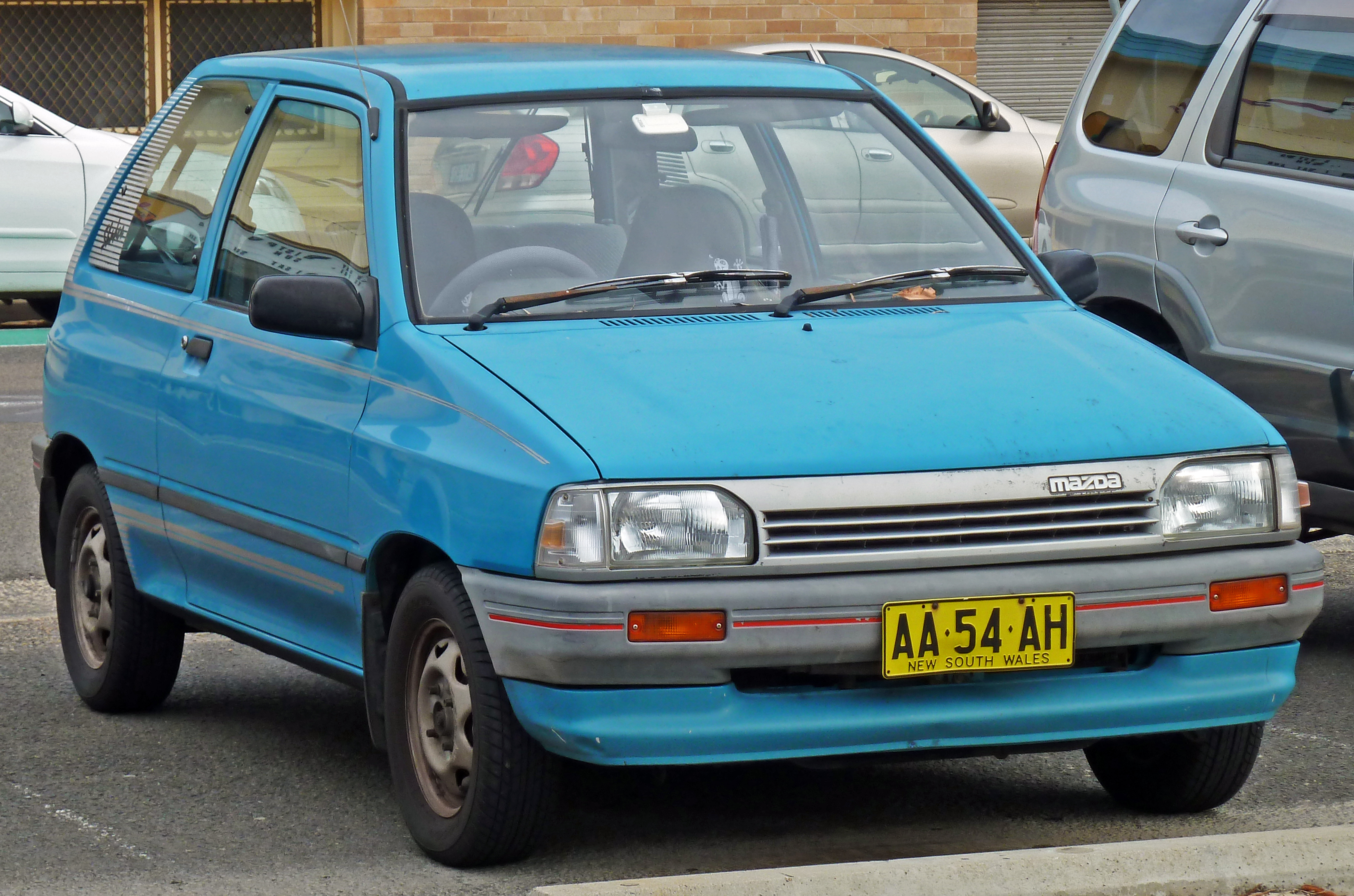
Mazda 121

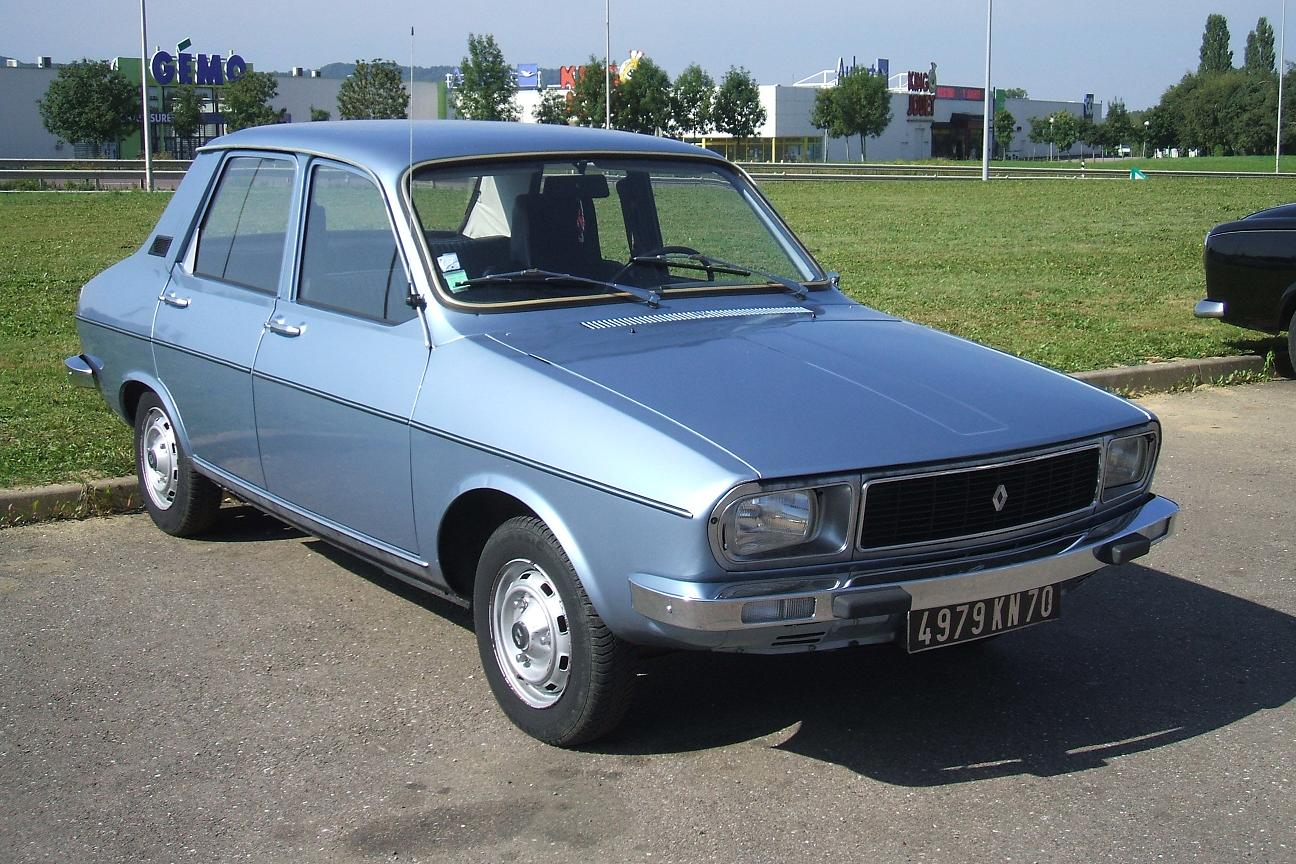
Renault 12
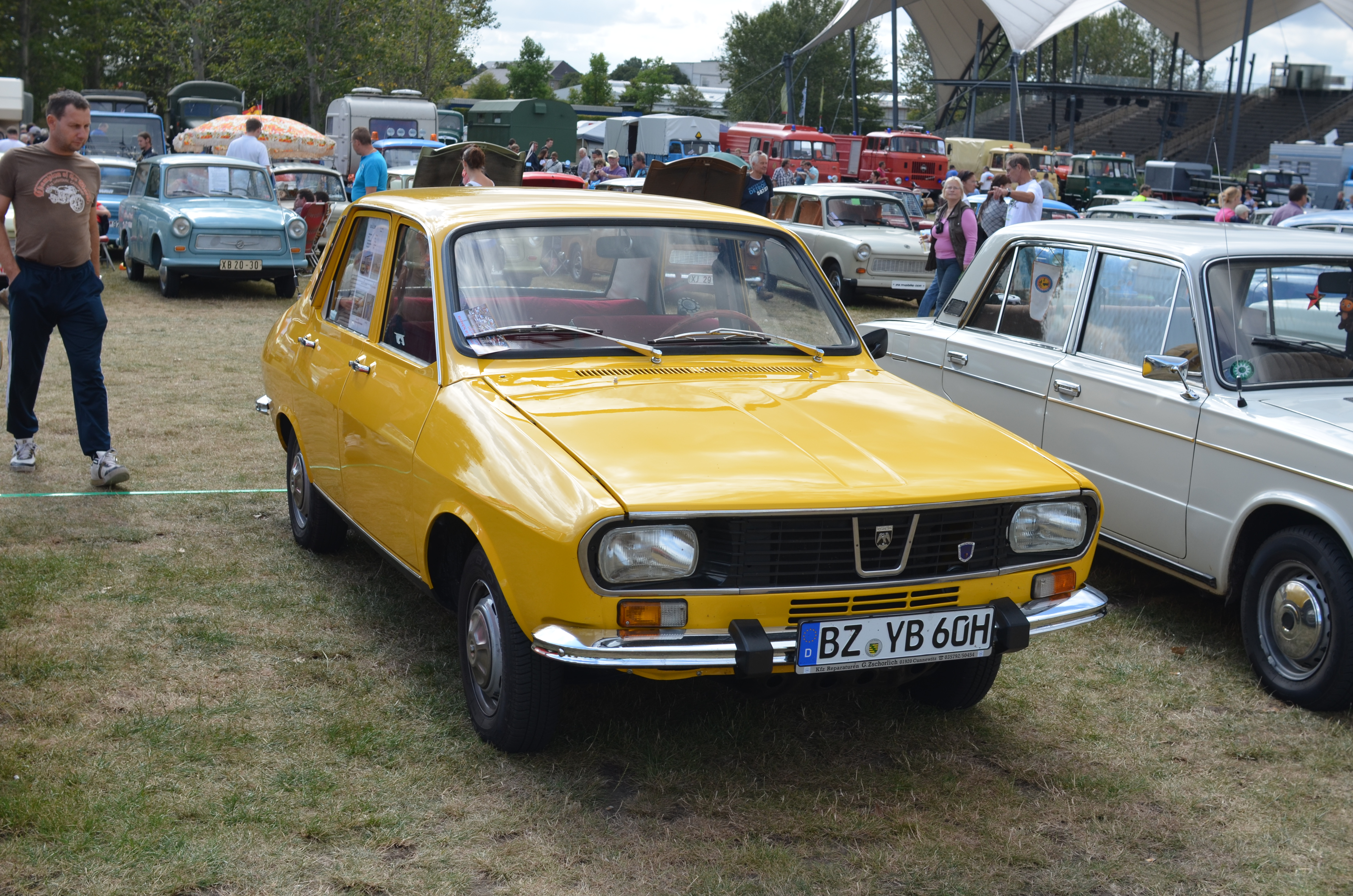
Dacia 1300

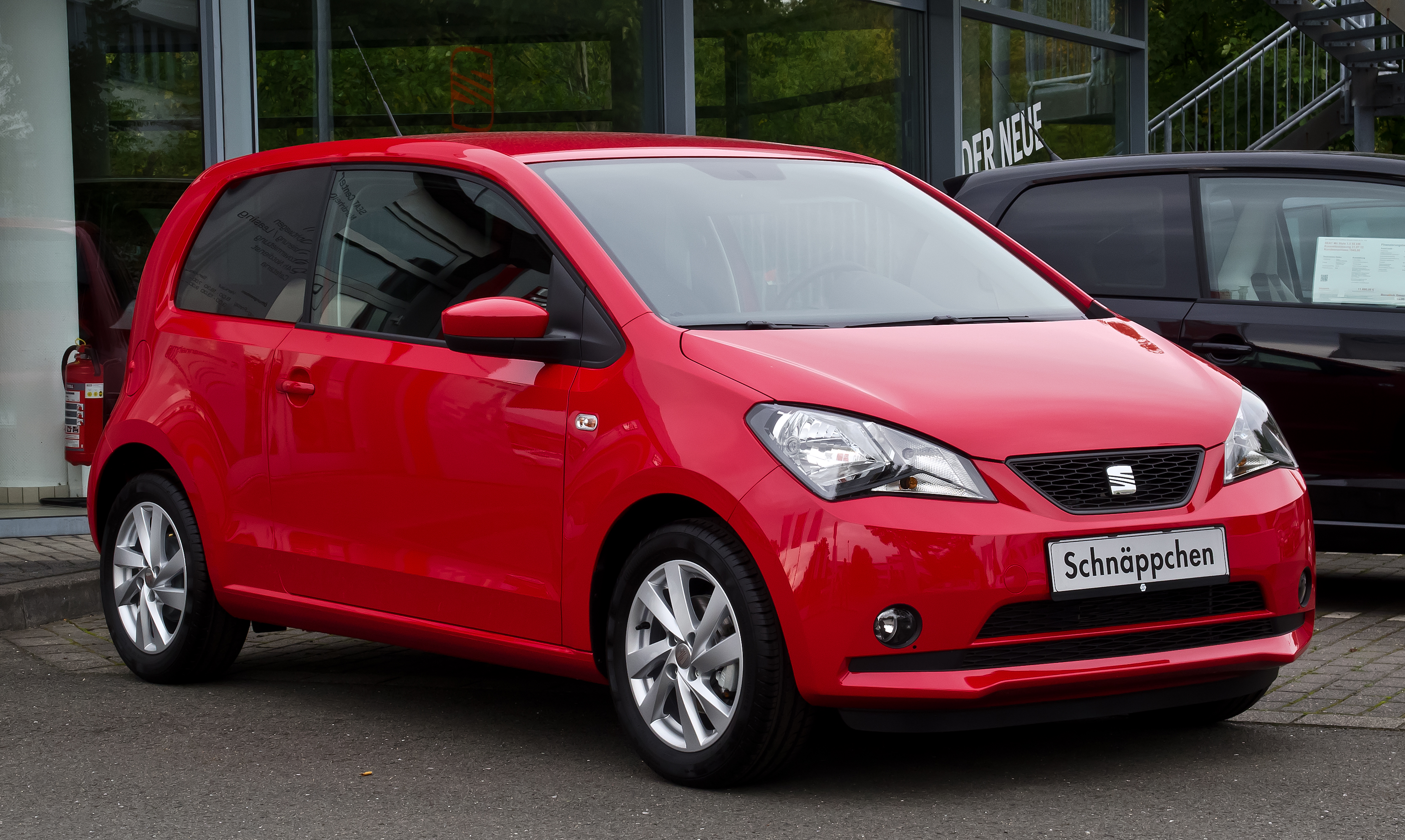
SEAT Mii
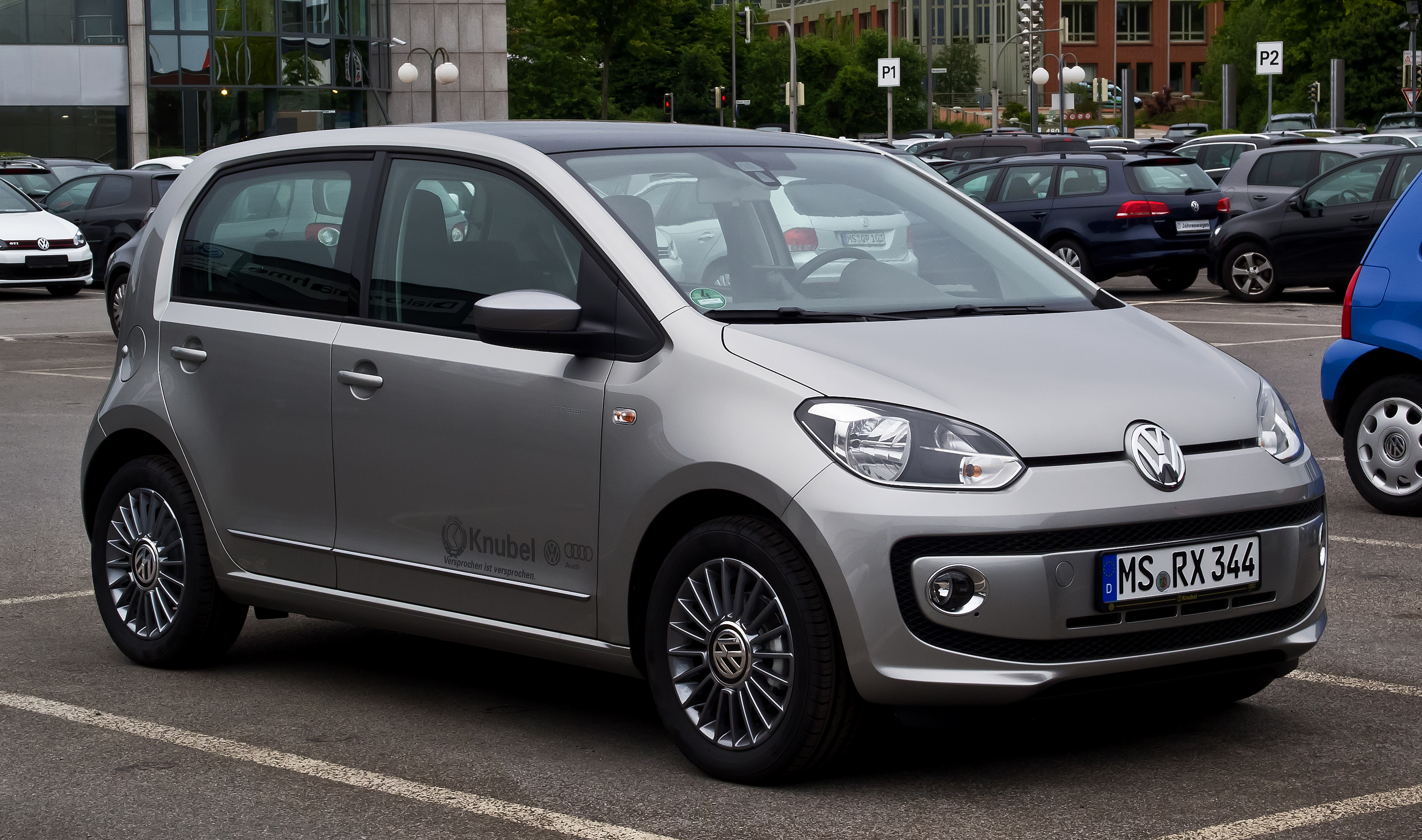
Volkswagen Up!
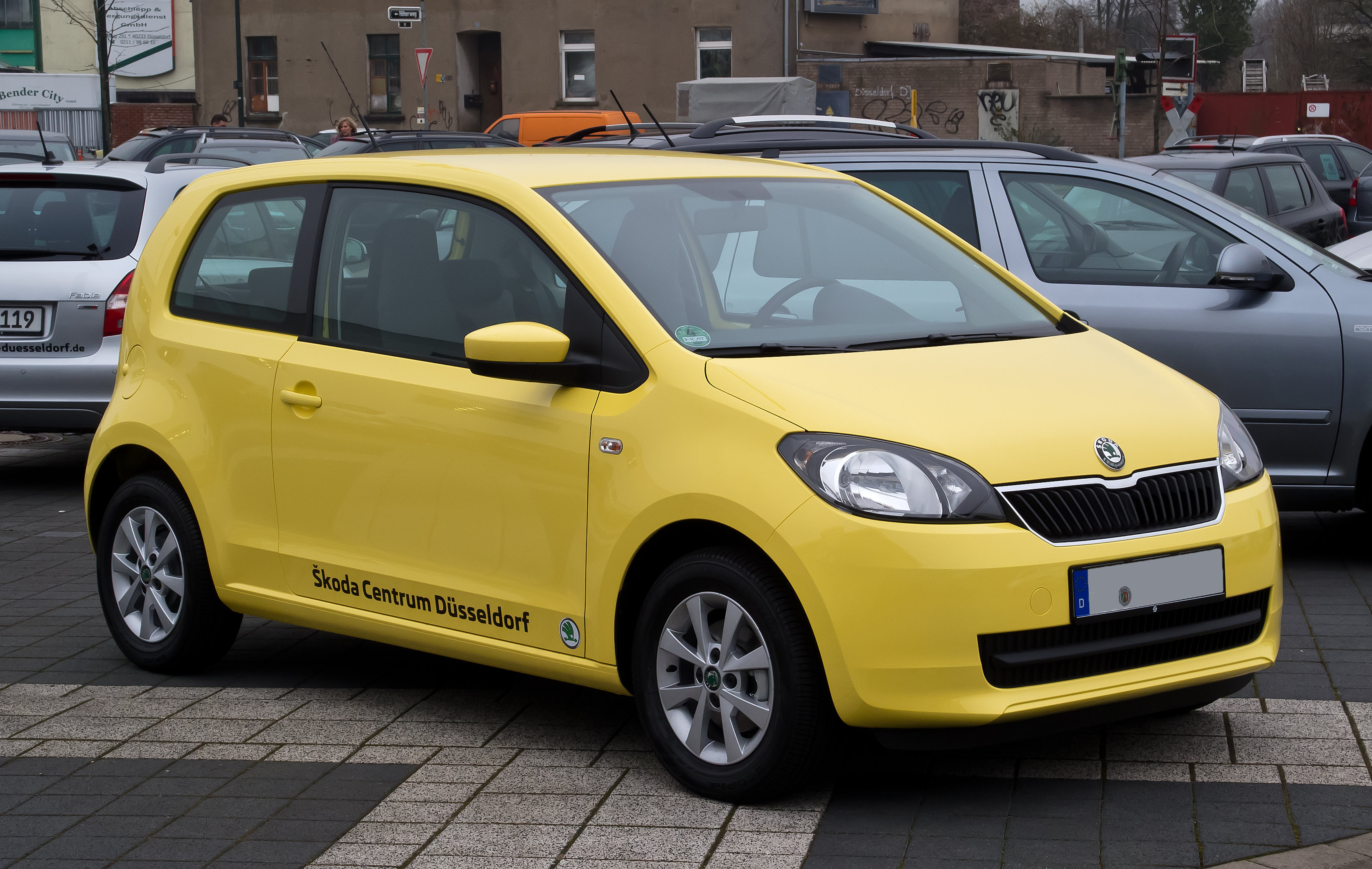
Skoda Citigo

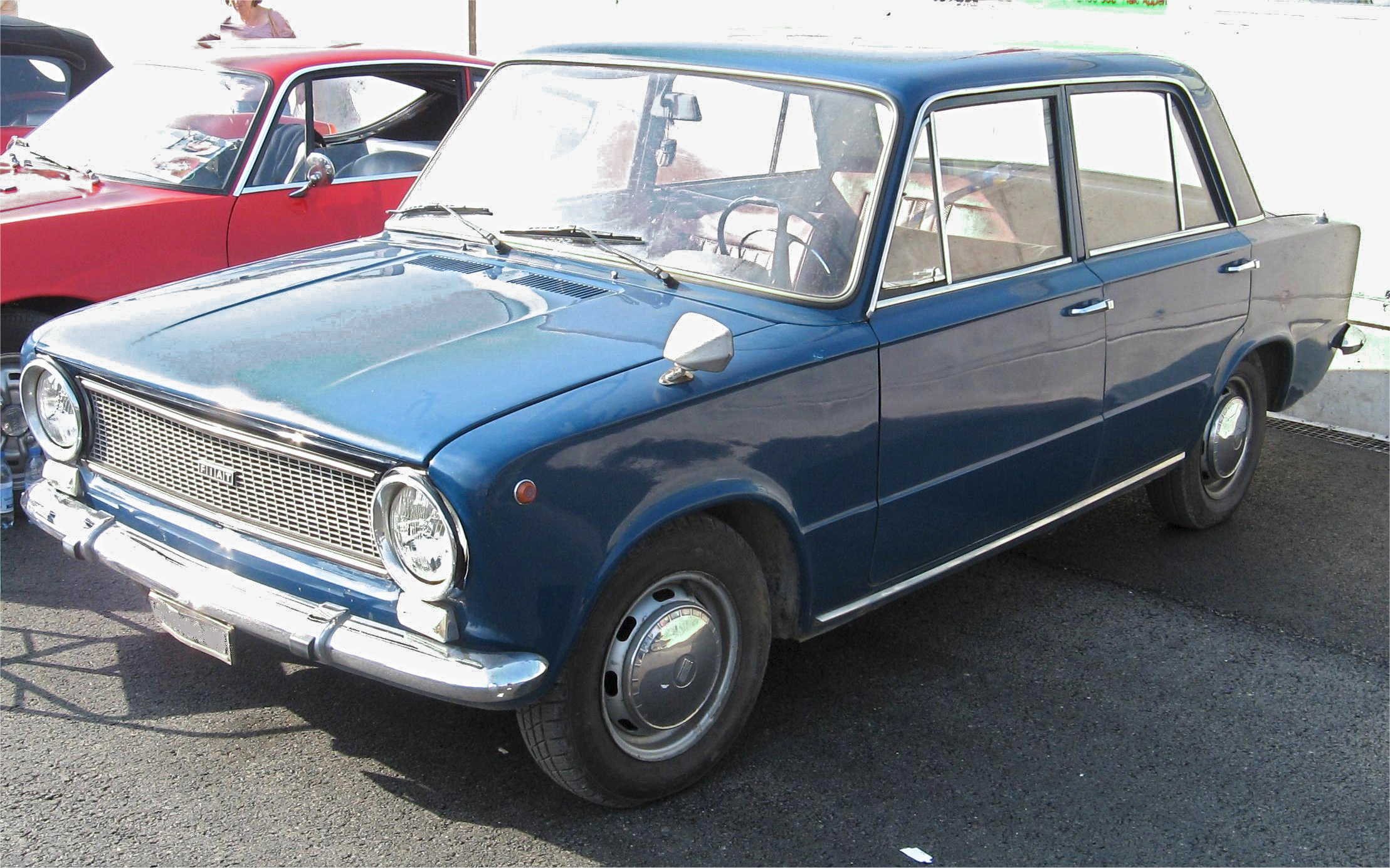
Fiat 124
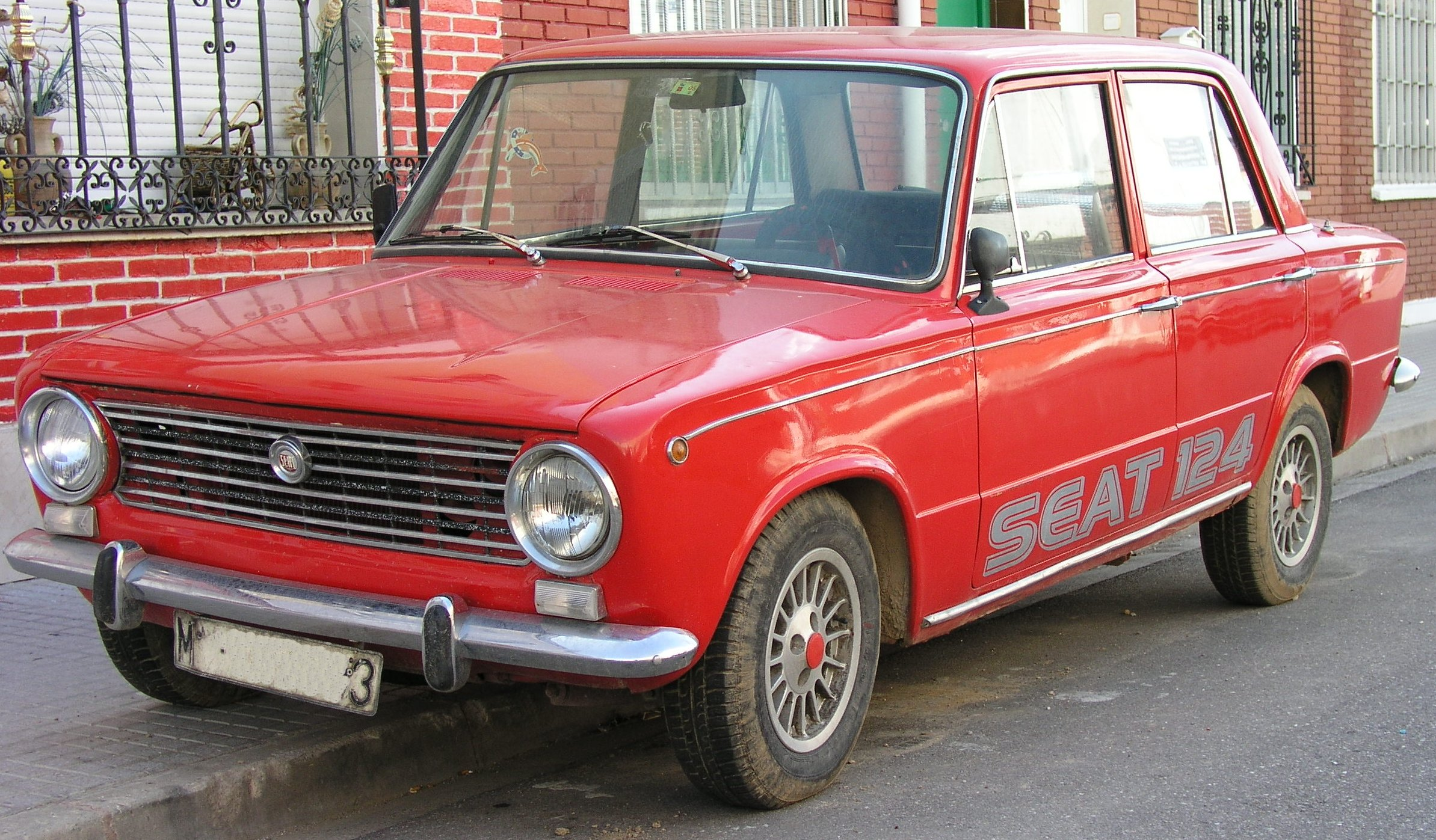
SEAT 124
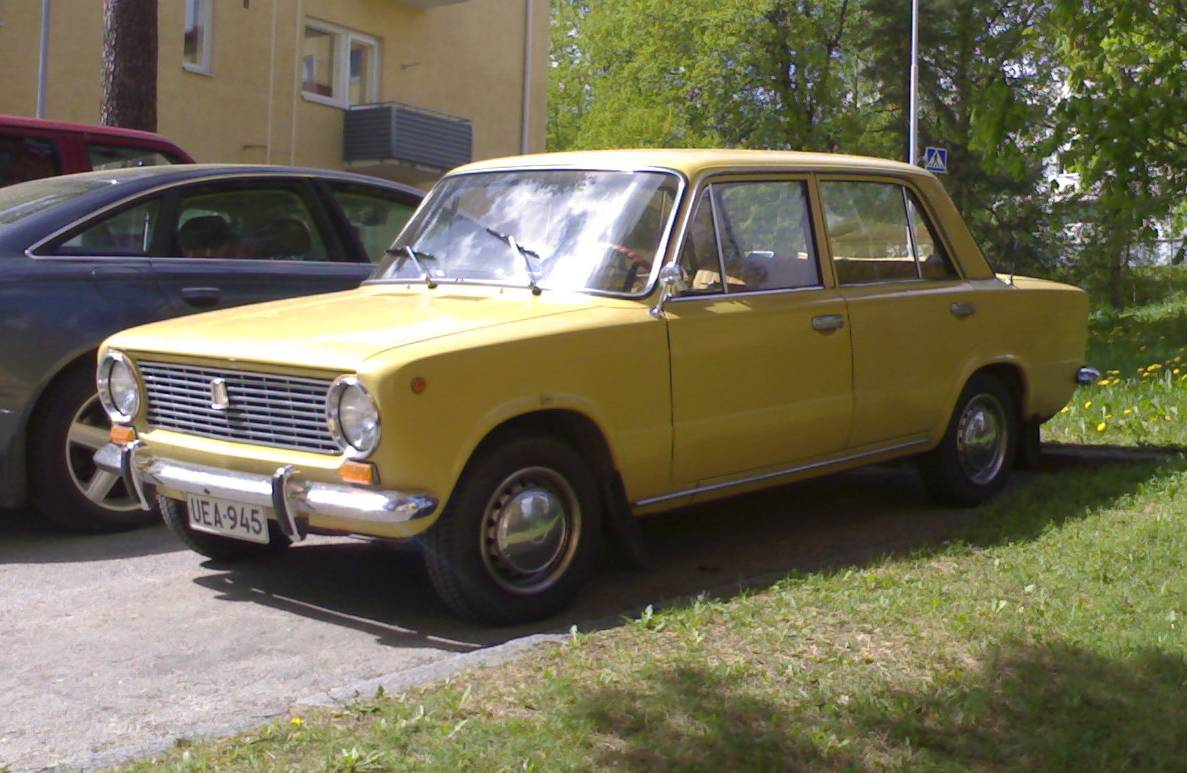
Lada 2100

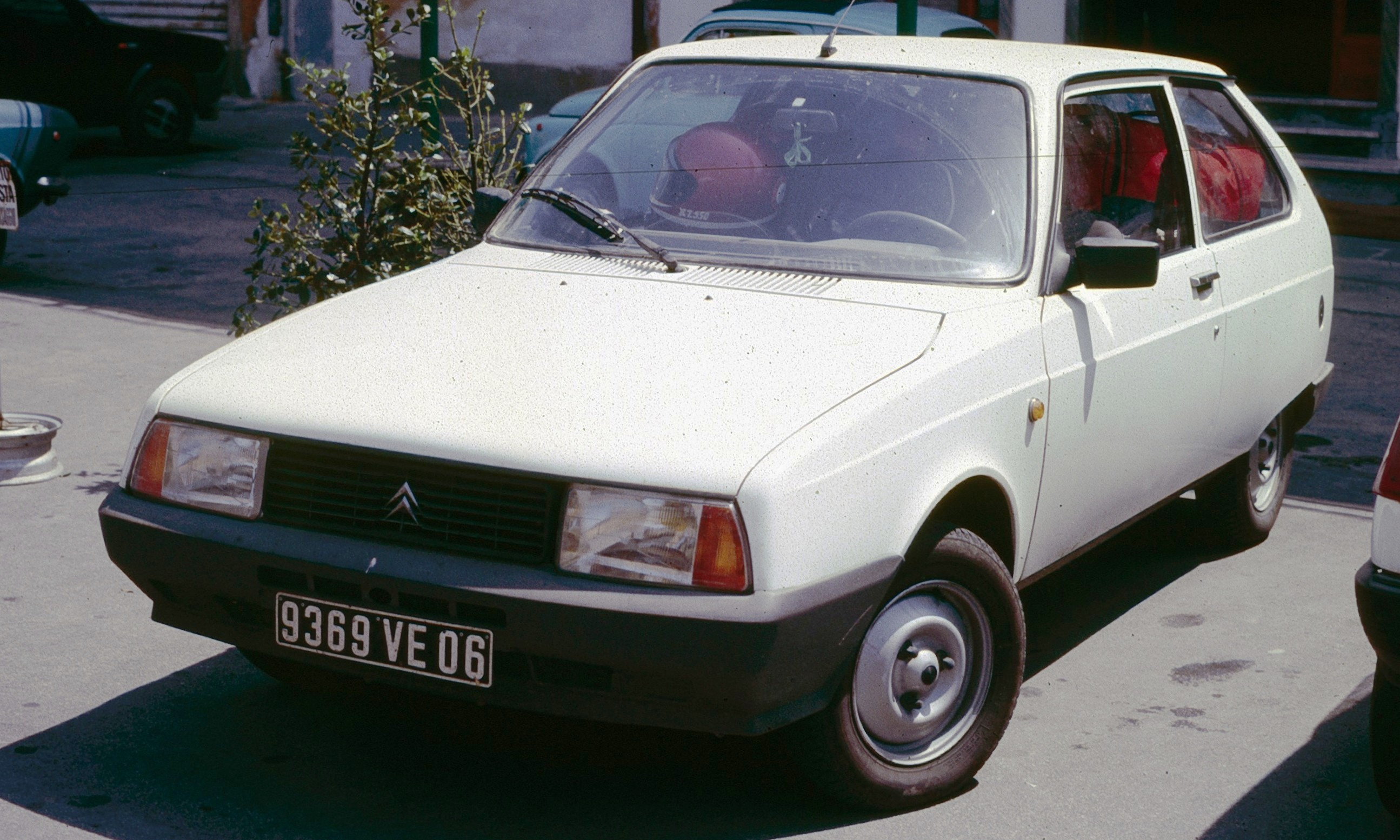
Citroën Axel
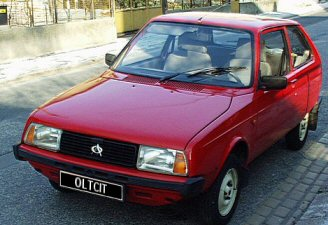
Oltcit Club

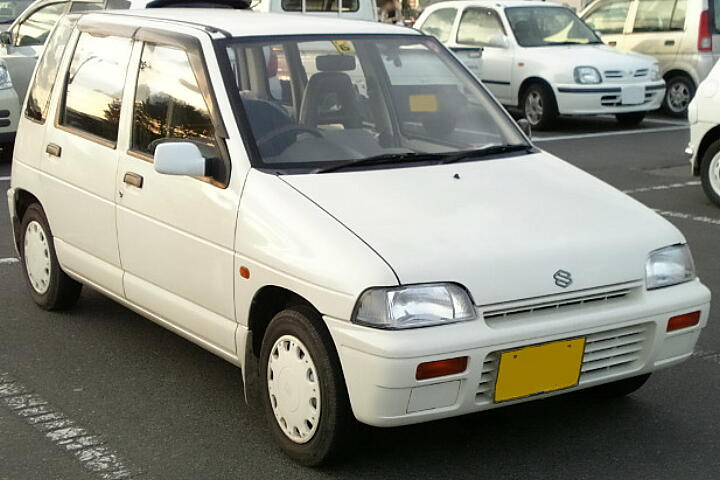
Suzuki Alto 3ª generación
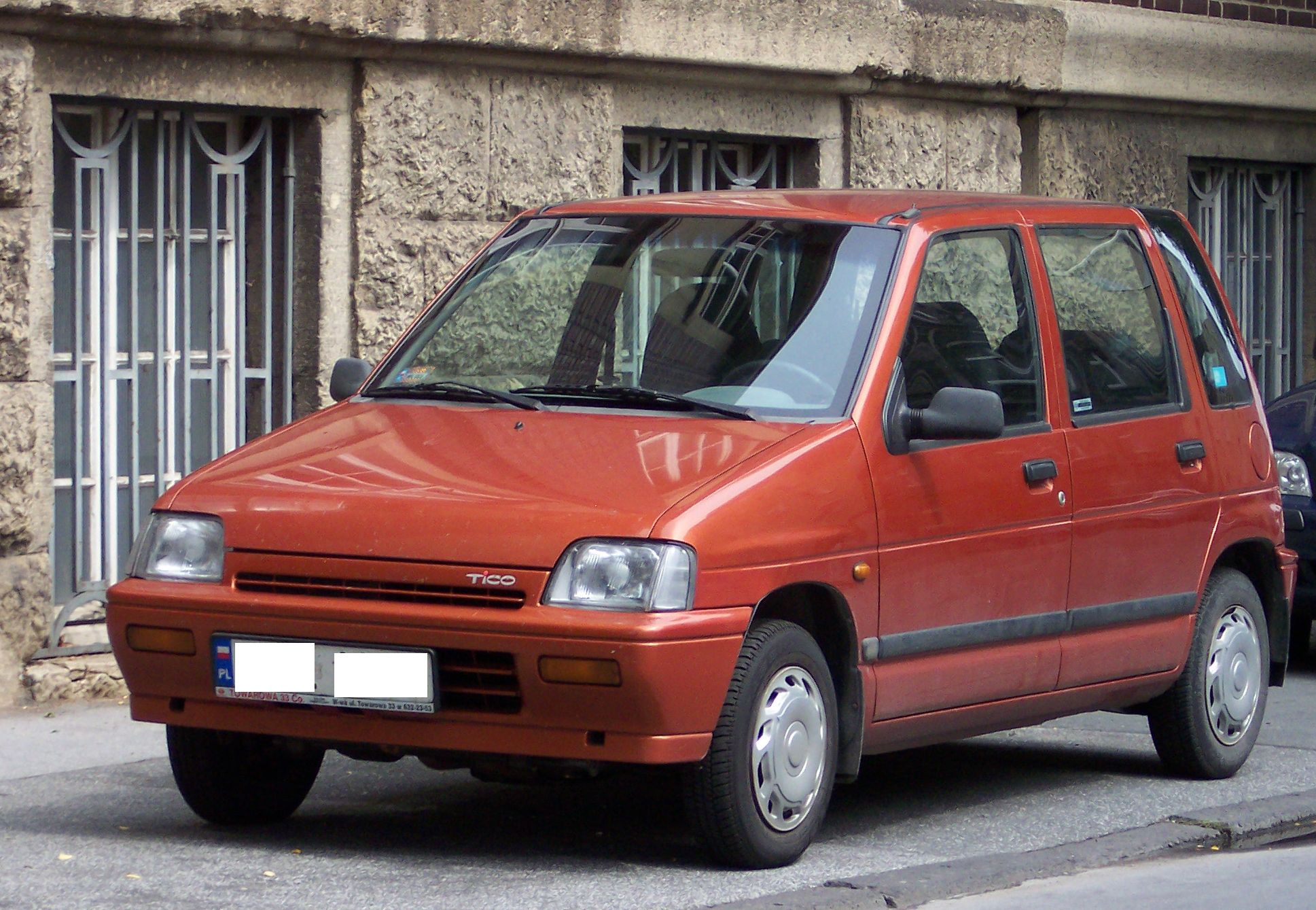
Daewoo Tico

- Ford Festiva
- Kia Pride
- Mazda 121

- Renault 12
- Dacia 1300

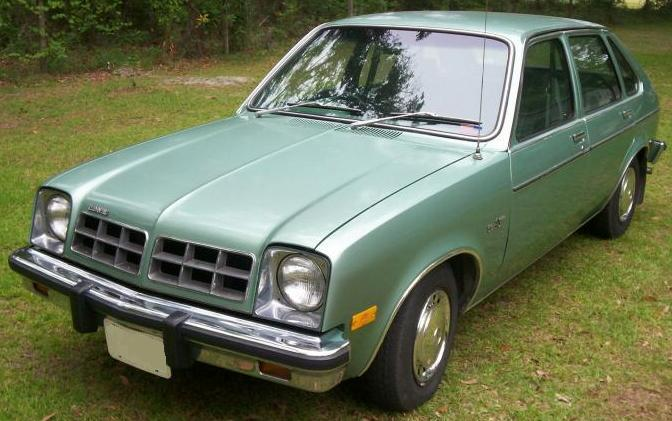
Chevrolet Chevette
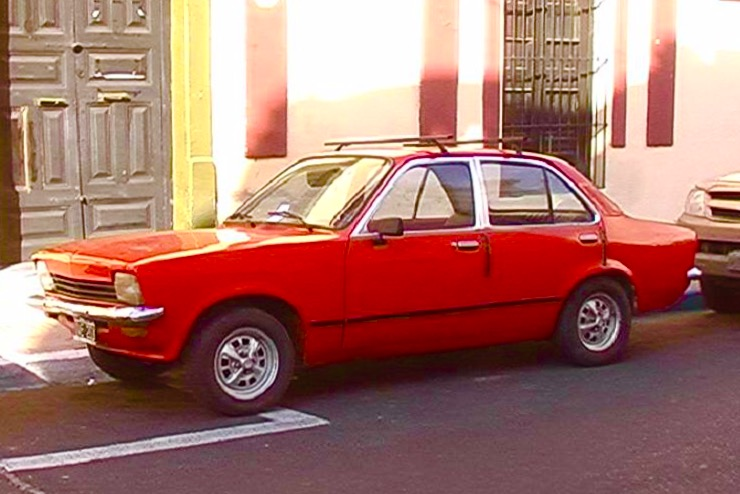
Opel K-180
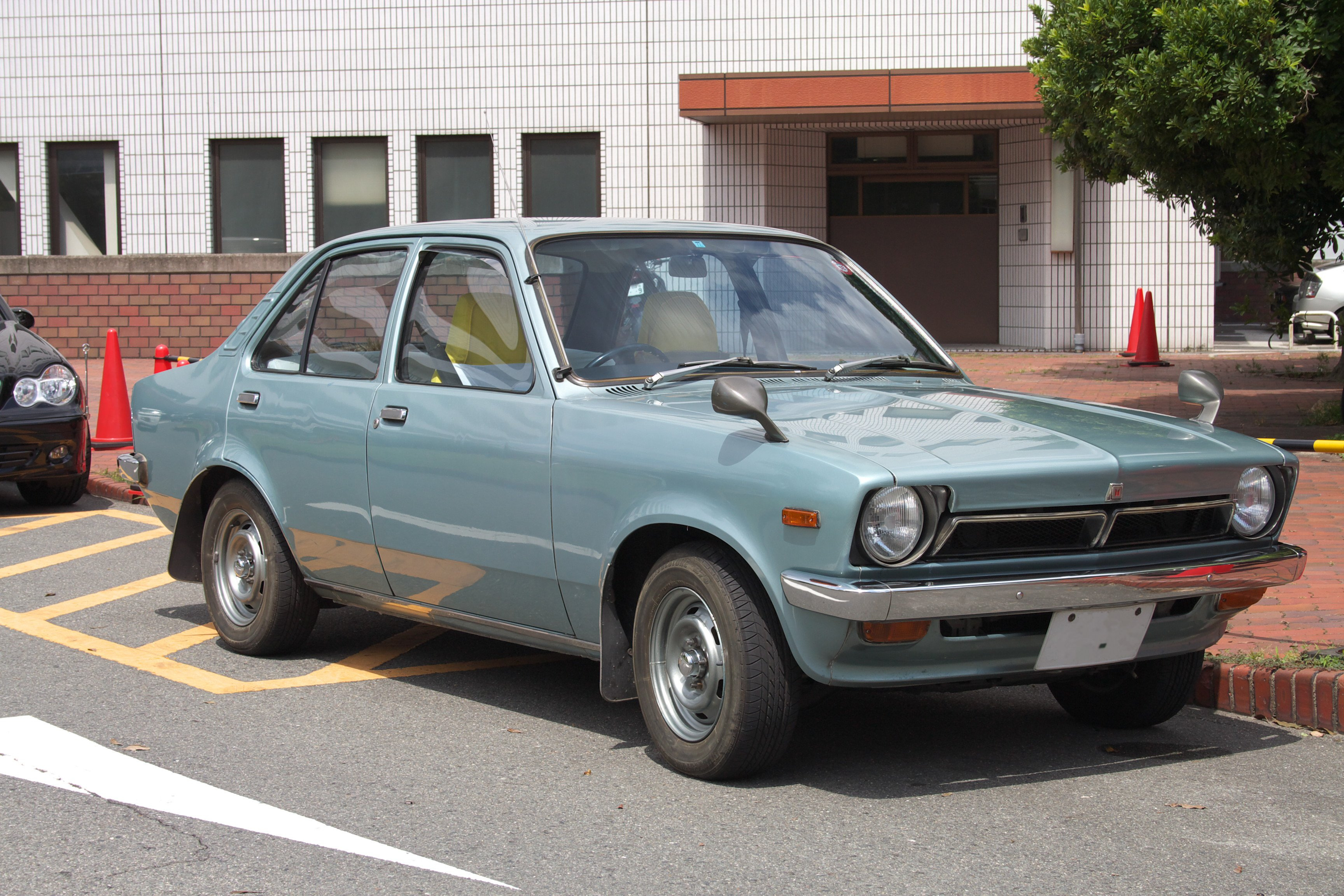
Isuzu Gemini
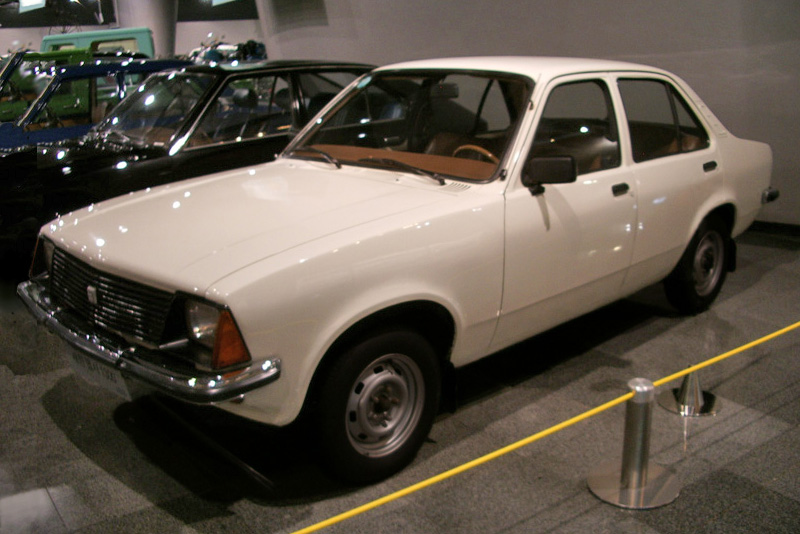
Daewoo Maepsy

- SEAT Mii
- Volkswagen Up!
- Skoda Citigo